# Хотинка (притока Цірохи)
Хотинка (словац. Chotinka) — річка в Словаччині, права притока Цірохи, протікає в окрузі Снина.
Довжина приблизно 8,1—8,3 км. Витік знаходиться в масиві Лаборецька Верховина (схил гори Ставенець) на висоті близько 430 метрів. Протікає територією сіл Пчолинне і Стащин..
Впадає в Ціроху на висоті 245—250 метрів.